# Adrian Breacker
Adrian Francis Breacker (ur. 28 marca 1934, zm. 23 lutego 2023) – brytyjski lekkoatleta, sprinter, wicemistrz Europy z 1958.
Startując w reprezentacji Anglii zdobył srebrny medal w sztafecie 4 × 110 jardów (w składzie: Breacker, David Segal, Roy Sandstrom i Peter Radford) na Igrzyskach Imperium Brytyjskiego i Wspólnoty Brytyjskiej w 1958 w Cardiff, a w biegu na 100 jardów odpadł w ćwierćfinale.
Brytyjska sztafeta 4 × 100 metrów w tym samym składzie (w ustawieniu: Radford, Sandstrom, Segal I Breacker) zdobyła srebrny medal na mistrzostwach Europy w 1958 w Sztokholmie. Ustanowiła wówczas rekord Wielkiej Brytanii czasem 40,2 s.
Breacker był wicemistrzem Wielkiej Brytanii (AAA) w biegu na 100 jardów w 1957.
Rekordy życiowe Breackera:
| Konkurencja        | Data i miejsce                 | Wynik |
| ------------------ | ------------------------------ | ----- |
| bieg na 100 metrów | 18 czerwca 1960, Wolverhampton | 10,5  |
| bieg na 100 jardów | 19 lipca 1958                  | 9,8   |
| bieg na 200 metrów | 2 lipca 1960, Billingham       | 21,4  |
| bieg na 220 jardów | 28 maja 1960 Motspur Park      | 21,8  |